# Рей Реннаган
Рей Реннаган (англ. Ray Rennahan, 1 травня 1896 — 19 травня 1980) — американський кінооператор. Дворазовий лауреат премії «Оскар» за кращу операторську роботу у фільмах «Віднесені вітром» і «Кров і пісок».

## Біографія
Народився 1 травня 1896 року в Лас-Вегасі, США. З 1923 року почав кар'єру кінооператора. Однією з перших його робіт стала участь в зйомках фільму «Десять заповідей» кінорежисера Сесиля Б. Демілля. Відомий по роботі з режисерами Еріхом фон Штрогеймом, Майклом Кертісом, Віктором Флемінгом і Джоном Фордом. Фільмографія Рея Реннахана як кінооператора налічує 156 картин.
Був президентом Американського товариства кінооператорів з 1950 по 1951 рік і з 1965 по 1966 роки. У 1978 році отримав зірку на Голлівудській «Алеї Слави».
Помер 19 травня 1980 року в Лос-Анджелесі, США.